# Слађана
Слађана је српско женско име. Значење овог имена је најслађа особа на свету. Детету се давало ово име са жељом да буде слатко, мило и весело (ново име). До 20. века не постоји као лично име код Срба. Познате особе са тим именом су:
- Слађана Делибашић, српска певачица
- Слађана Ђурић, српска научница
- Слађана Голић, српска кошаркашица
- Слађана Милошевић, српска певачица
- Слађана Мирковић, српска одбојкашица
- Слађана Перуновић, црногорска тркачица на дуге стазе
- Слађана Поп-Лазић, српска рукометашица